# Wrang (scheepsbouw)
Wrang is een term uit de scheepsbouw. Een wrang is een dwarsscheepse versterking van het vlak van een schip. Bij traditionele schepen dienen de wrangen tevens als verbinding van de spanten met de kielbalk. Bij moderne schepen (jachten), die vaak geen spanten en kielbalk meer hebben, dienen ze om de krachten die de ballastkiel op de scheepsromp uitoefent op te vangen en op de romp te verdelen. Tevens rusten de vloerdelen van een jacht op de wrangen.